# Újezd u Chocně
Újezd u Chocně – miejscowość i gmina (obec) w Czechach, w kraju pardubickim, w powiecie Uście nad Orlicą. W 2022 roku liczyła 320 mieszkańców.